# Lispocephala deceptiva
Lispocephala deceptiva är en tvåvingeart som beskrevs av Hardy 1981. Lispocephala deceptiva ingår i släktet Lispocephala och familjen husflugor. Inga underarter finns listade i Catalogue of Life.